# Casamiento en casa

Vista del Sobremón, a Biescas

El Casamiento en casa és una institució jurídica aragonesa de font capitular i règim consuetudinari que estipula contràriament als històrics Furs d'Aragó respecte als casos de viudetat i s'estableix inserint un conveni en capítols matrimonials; concretament, en cas de mort de l'hereu/pubilla, s'atorga al cònjuge que s'ha quedat vídu/a la pròrroga de l'úsdefruit vidual, i en cas que aquest vídu/a vulgui contraure un nou matrimoni i sigui autoritzat a fer-ho, al dret que aquest té a comunicar l'úsdefruit vidual al seu nou cònjuge.

## Origen
Per la seva finalitat, naturalesa i caràcter, aquesta institució jurídica tingué el seu origen en les comarques de Ribagorça, Sobrarb i l'Alt Aragó en comunitats familiars agrícoles i ramaderes en un entorn sociològic rural i en una economia agro-ramadera en la que, mitjançants la inserció de la clàusula en els capítols matrimonials, es tractava de mantenir la viabilitat de la casa. La institució del casamiento en casa no apareix en cap de les compilacions consueditudinàries aragoneses del segle xiv, així com tampoc en les anteriors. No serà fins a partir del 1390 quan es comencin a reconèixer els úsdefruits viduals recícprocs, però limitats únicament als béns immobles, de manera que la insititució del casamiento en casa tindria origen vers el segle xv o amb posterioritat.

## Context
Segons els històrics Furs d'Aragó, la regla dicta que si un hereu/pubilla contrau matrimoni amb un foraster/a, i es dona el cas que l'hereu/pubilla es mor, el foraster/a podrà només gaudir de l'úsdefruit de la casa mentre no contragui un nou matrimoni; en cas de contraure un nou matrimoni, l'úsdefruit queda extingit i el foraster/a perd la casa.

## Descripció del «casamiento en casa»
La tipificació consuetudianària bàsica del «casamiento en casa» consisteix en una inserció en les capitulacions matrimonials, que dona facultat al foraster o forastera que contrau matrimoni amb l'hereu o la pubilla per tal que, si l'hereu/pubilla es mor, aleshores el foraster/a pugui contraure un nou matrimoni sense perdre l'usdefruit de la viudetat que li correspon sobre el patrimoni de l'hereu/pubilla mort/a, és a dir, sobre la casa, i que a més, es pugui transmetre aquest úsdefruit al nou cònjuge, si es dona el cas de mort, sempre que aquest segon matrimoni hagués estat considerat positiu per a la casa i la família, decisió que correspondrà a les persones designades a tal efecte, i que normalment són els instituients o una «Junta de Parientes».

## Legalitat
En la «Ley 15/1967, de 8 de abril, sobre compilación del Derecho civil de Aragón» que estigué en vigor fins al 19 de maig del 1988 s'establia que:
| « | «Artículo 35. Casamiento en casa / Capítulo II / Título IV / Libro I». «El usufructo proveniente del casamiento en casa se extingue cuando los cónyuges abandonan ésta o la explotación familiar» | » |

La totalitat del Títol IV / Llibre I fou derogada per la «Ley 2/2003, de 12 de febrero, de régimen económico matrimonial y viudedad» i que al seu torn legisla la continuïtat de la vigència legal de la institució:
| « | «Artículo 19.—Instituciones familiares consuetudinarias». «Cuando las estipulaciones hagan referencia a instituciones familiares consuetudinarias, tales como «dote», «firma de dote», «hermandad llana», «agermanamiento» o «casamiento al más viviente», «casamiento en casa», «acogimiento o casamiento a sobre bienes», «consorcio universal o juntar dos casas» y «dación personal», se estará a lo pactado, y se interpretarán aquéllas con arreglo a la costumbre y a los usos locales.» | » |

## Variants
Sobre aquesta tipificació bàsica, l'estudi de la casuística presenta variablitats en funció de les negociacions prèvies al matrimoni: condicionar aquesta facultat al fet que els fills deixats per la l'hereu/pubilla morta siguin menors, imposar que s'instituexi hereu a un fill concret d'un matrimoni anterior de l'hereu/pubilla, etc.